# Ålsgårde
Ålsgårde est un village de pêcheurs situé sur la côte nord de l'île de Seeland au Danemark.
Il a fusionné avec Hellebæk, formant ainsi une agglomération ayant une population de 5 754 habitants au 1er janvier 2021.